# Jakob il bugiardo (film 1975)
Jakob, il bugiardo (Jakob, der Lügner) è un film del 1975 diretto da Frank Beyer.
Fu candidato all'Oscar al miglior film straniero.
Nel 1999 è stato realizzato un remake con protagonista Robin Williams dal titolo omonimo, Jakob il bugiardo.

## Trama
In una cittadina polacca, durante la seconda guerra mondiale, l'ebreo Jakob Heym è stato convocato al comando degli occupanti nazisti: qui sente alla radio che l'esercito liberatore russo sarebbe non lontano da lì. Egli lo confida all'amico Mischa, ed in breve tempo non solo la notizia si diffonde nel ghetto, ma inizia anche a correre la voce che Jakob possiederebbe una radio, cosa proibita agli ebrei.
Egli preferisce non smentire la diceria, che suscita speranze ed apprensioni, al punto da inventarsi, per quanto con riluttanza, qualche notizia, e da mimare le voci di una trasmissione radio per la propria nipotina Lina, che abita con lui, e che finge di credere all'inganno benevolente dello zio: accanto ad una comunicazione di Churchill, Jakob, con voce da speaker, racconta, dalla stanza attigua, alla piccola la favola di una principessina malata che per guarire ha bisogno che le si porti una nuvola.
Ma i tedeschi cominciano sistematicamente a deportare gli abitanti del ghetto, strada dopo strada, forse proprio perché l'esercito russo è in avvicinamento: un giorno i genitori di Rosa, la fidanzata di Mischa, vengono portati via. Jakob finisce per confidare all'amico Kowalski di non aver mai posseduto una radio. Kowalski viene trovato impiccato il giorno dopo, suicida.
Poco tempo dopo Jakob, con gli amici e i conoscenti rimastigli, è sul vagone che li porta ai campi di sterminio tedeschi. La piccola Lina chiede che la si prenda in braccio per guardare, dalla finestrella, le nubi.

## Riconoscimenti
- Candidato all'Oscar al miglior film straniero
- Festival di Berlino 1975: miglior attore (Vlastimil Brodský)